# Дрляча, Лазар
Лазар Дрляча (босн. Lazar Drljača; 10 февраля 1882, Босния и Герцеговина — 13 июля 1970, Босния и Герцеговина) — боснийский художник, который идентифицировал себя как боснийский богумил.

## Биография
Родившился в деревне Блатне недалеко от Босански-Нови в семье боснийских сербов. Изначально Дрляча был экспрессионистом, но перешёл к импрессионизму. Он называл себя боснийским богумилом, поэтому его часто называли последним боснийским богумилом.
Он сдал экзамен по изобразительным искусствам в Вене в октябре 1906 года, а в 1911 году участвовал в Международной выставке в Риме для павильона Королевства Сербия, после чего переехал в Париж, чтобы посещать художественную школу, и работал в Лувре, копируя старых мастеров Тициана и Леонардо да Винчи, иногда по заказу. О его жизни с 9 июля 1914 по 1919 год мало что известно, но в пометке на фотографии записано, что он был интернирован в лагерь на Сардинии.
Незадолго до Второй мировой войны, примерно в 1935 году, он навсегда вернулся в Боснию и поселился в деревне Борчи, на карстовом плато между озером Борачко и горой Прень. Там он прожил остаток своей жизни в уединении, сначала в деревне, а после того, как заболел, переехал в близлежащую горную виллу «Šantića Vila» над озером Борачко, где и умер в 1970 году. В полуразрушенном состоянии вилла также является национальным памятником Боснии и Герцеговины.

## Работы
- Три всадника, Париж, 1917

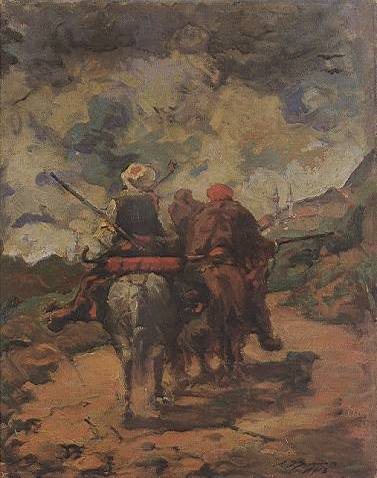
Три всадника в Боснии, Париж 1917.

- Домик художницы, Блатина, октябрь 1929 г., акварель, 205 х 225.